# Larry Sanger

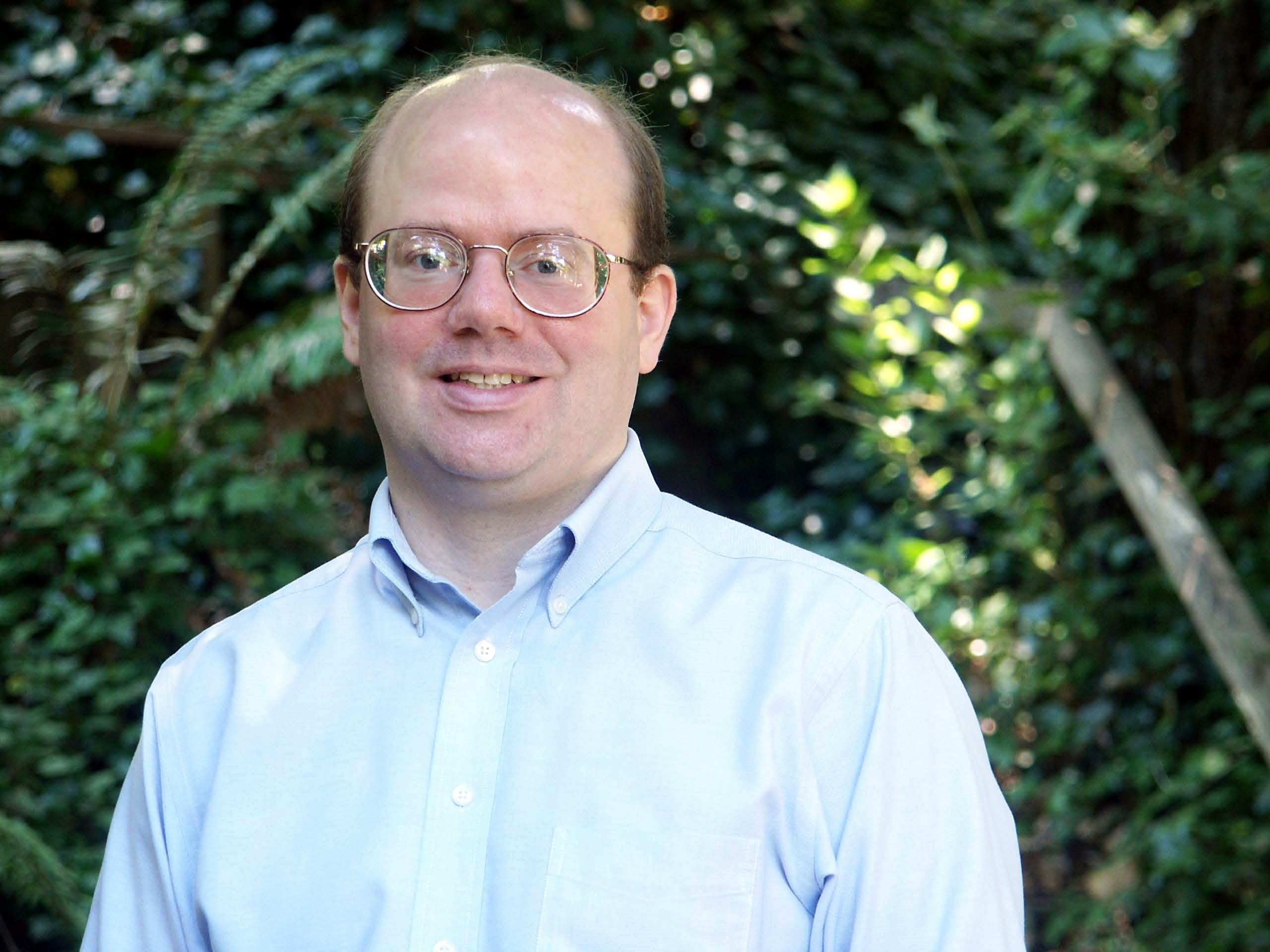
Larry Sanger

Lawrence Mark (Larry) Sanger (Bellevue, 16 juli 1968) is een Amerikaans filosoof en een van de oprichters van Wikipedia. Jimmy Wales beschouwt Sanger overigens niet als medeoprichter, maar kent hem wel een rol als werknemer in het project toe. Sanger is initiatiefnemer van Citizendium op 15 september 2006. Citizendium is actief sinds 25 maart 2007. In 2017 trad hij toe tot het bestuur van Everipedia.
Larry Sanger groeide op in Anchorage. In 1991 haalde hij een B.A. in filosofie, en in 2000 promoveerde hij op het proefschrift Epistemic Circularity: An Essay on the Problem of Meta–Justification.
Vanaf maart 2000 werkte Sanger bij Bomis als hoofdredacteur van Nupedia. Dit project kende een systeem van peer review en groeide daardoor langzaam. Nadat Sanger kennis maakte met het wikiconcept besloten Wales en Sanger naast Nupedia een encyclopedie te bouwen gebaseerd op een wiki. Op 15 januari 2001 ging Wikipedia van start. In februari 2002 had Bomis geen geld meer voor de projecten. Sanger nam per 1 maart ontslag. Hij werd filosofiedocent aan de Ohio State University en zette zijn werkzaamheden aan de beide encyclopedieën vrijwillig voort. Nupedia stopte in september 2003.
Op 31 december 2004 pleitte Sanger op Kuro5hin voor afschaffing van het anti-elitisme bij Wikipedia. Sanger zag twee problemen: het grote publiek zag Wikipedia niet als betrouwbaar, en trollen hadden bij Wikipedia te veel invloed. Volgens Sanger was het onderliggende probleem dat Wikipedia geen respect toonde voor deskundigen, en zelfs ronduit anti-elitair was. Deskundigen zouden niet bijdragen omdat ze hun kundige toevoegingen zouden moeten verdedigen tegen aanvallen van niet-deskundigen. Op 21 april 2005 keerde Sanger Wikipedia de rug toe. In december 2005 werd Sanger directeur bij het portal Digital Universe.
Wikipedia's "NPOV" is dood. In 2020 schreef Sanger op zijn weblog een kritische analyse over het hedendaagse Wikipedia, Het oorspronkelijke beleid is al lang vergeten, Wikipedia heeft niet langer een effectief neutraliteitsbeleid. 
Op 16 juli 2021 schreef Sanger in een artikel in de New York Post dat Wikipedia niet langer kan worden vertrouwd, het is alleen nog maar "propaganda voor het linkse establishment".